# Mouvement populaire uni (Colombie)
Le Movimiento Popular Unido (Mouvement populaire uni) est un parti politique colombien.